# آلسیو مورگیا
آلسیو مورگیا (انگلیسی: Alessio Murgia؛ زادهٔ ۱ ژوئن ۱۹۹۷) بازیکن فوتبال است.
از باشگاه‌هایی که در آن بازی کرده‌است می‌توان به البیا کالچو ۱۹۰۵ اشاره کرد.